# Maigret und die alte Dame
Maigret und die alte Dame (französisch: Maigret et la vieille dame) ist ein Kriminalroman des belgischen Schriftstellers Georges Simenon. Er ist der 33. Roman einer Reihe von insgesamt 75 Romanen und 28 Erzählungen um den Kriminalkommissar Maigret. Vom 29. November bis 8. Dezember 1949 in Carmel-by-the-Sea entstanden, wurde der Roman im Folgejahr vom Verlag Presses de la Cité veröffentlicht. Die erste deutsche Übersetzung von Hansjürgen Wille und Barbara Klau erschien 1954 bei Kiepenheuer & Witsch. 1978 veröffentlichte der Diogenes Verlag eine Neuübersetzung von Renate Nickel.
Eine reizende alte Dame ruft Kommissar Maigret in ein Seebad in der Normandie zu Hilfe, nachdem ihr Dienstmädchen gestorben ist, weil es vom vergifteten Schlaftrunk ihrer Herrschaft gekostet hat. Nun fürchtet die alte Dame, die als Tochter eines Fischers in jenem Ort geboren worden war, in den sie Jahrzehnte später als reiche Frau zurückkehrte, dass der Anschlag ihr gegolten hat. Erst vor wenigen Tagen fand sich zu ihrem Geburtstag die gesamte Familie ein, deren Mitglieder, wie Maigret bald herausfindet, nicht alle gut auf die alte Dame zu sprechen sind.

## Inhalt

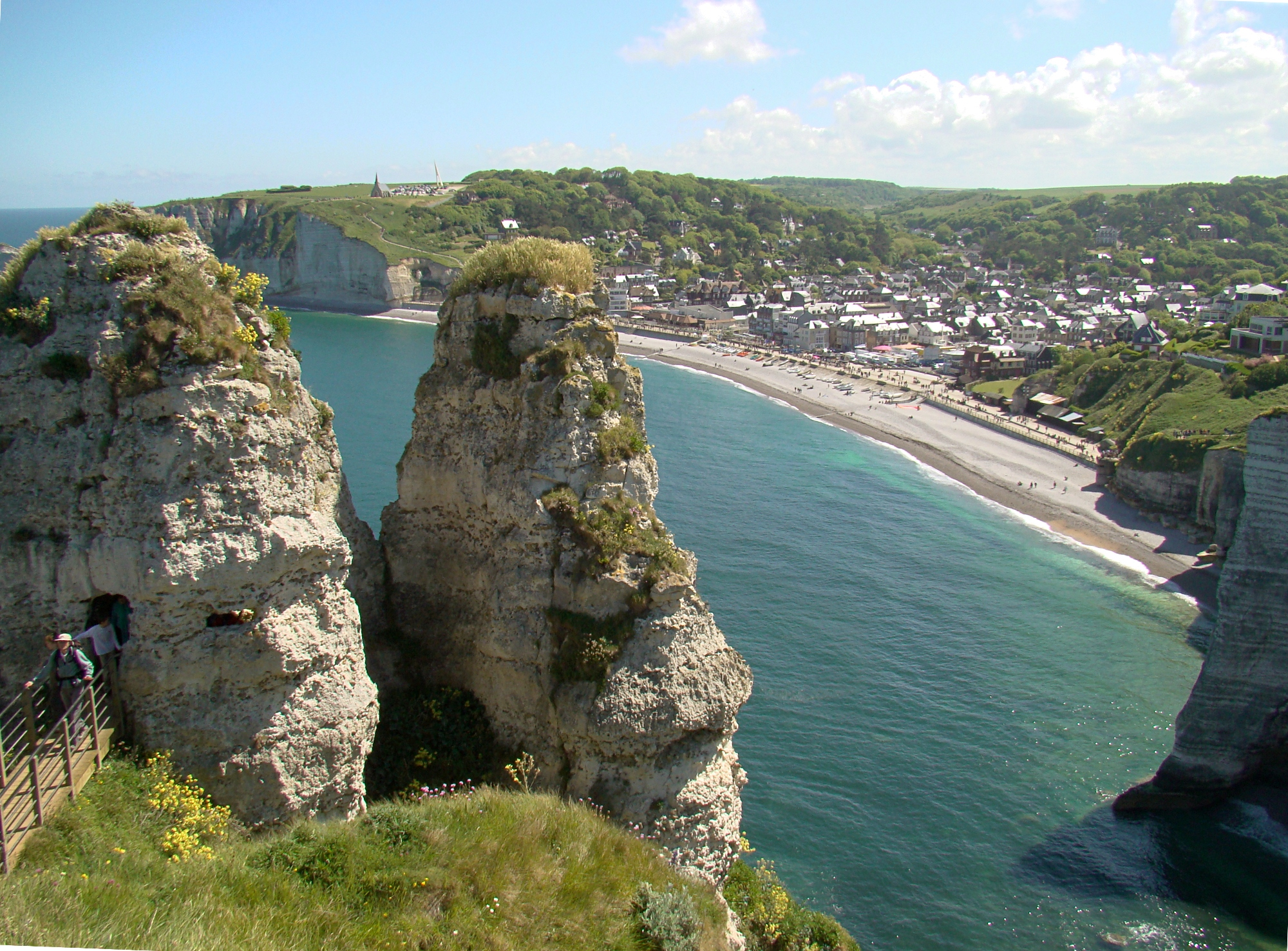
Panorama von Étretat

Maigret reist im September zum Ende der Saison in das Seebad Étretat nahe Le Havre an der Küste des Ärmelkanals. Gleich zwei Personen haben unabhängig voneinander um seine Unterstützung bei der Aufklärung eines Mordfalls gebeten: eine reizende alte Dame namens Valentine Besson, die persönlich nach Paris gereist ist, um den Kommissar um Hilfe zu bitten, und ihr Stiefsohn, der Abgeordnete Charles Besson, der den Minister dazu veranlasst hat, die Unterstützung Maigrets anzufordern. Gestorben ist Rose Trochu, das Hausmädchen Valentine Bessons. Und die Umstände ihres Todes – sie trank ein mit Arsen vergiftetes Schlafmittel, das eigentlich für ihre Herrschaft bestimmt war – lassen vermuten, dass in Wahrheit Valentine Besson das Opfer des Mordanschlags hätte werden sollen.
In Étretat lernt Maigret den lokalen Inspektor Castaing kennen. Und er besucht Valentine, die im Ort respektvoll die „Schlossherrin“ genannt wird. Sie war die Tochter eines Fischers aus Étretat, ehe sie in zweiter Ehe Ferdinand Besson heiratete, der nach der Erfindung einer Akne-Creme das Kosmetik-Imperium Juva aufbaute. Doch in Wahrheit blieb er stets der kleine Apotheker, der nicht gelernt hatte, mit Geld umzugehen, und seine Firma am Ende ebenso konsequent wieder ruinierte, wie er sie einst aufgebaut hatte. Nach seinem Tod blieb Valentine nichts als eine kleine Rente und die Villa La Bicoque, die ihr Mann einst in ihrem Geburtsort errichten ließ, angefüllt mit wertlosen Möbeln und falschem Schmuck.
Erst wenige Tage liegt ihr Geburtstag zurück, zu dem die Kinder aus erster Ehe angereist sind. Valentines Tochter Arlette traf ohne ihren Mann ein, den Zahnarzt Julien Sudre, der es vorzog in Paris zu bleiben, um zu malen, was ihr die Gelegenheit verschafft, heimlich ihren Geliebten Hervé Peyrot zu empfangen. Von ganz unterschiedlichem Schlag sind die beiden Stiefsöhne aus erster Ehe: Charles, der mit Gattin Emilienne nebst vier Kindern anreiste, ist ein naiv-gutgläubiger Politiker, Théo Besson hingegen ein alleinstehender Lebemann, der in Kleidung und Gesten den Herzog von Windsor imitiert. Was alle Kinder allerdings teilen, ist, dass sie auf die alte Dame nicht gut zu sprechen sind. Arlette liebt ihre Mutter so wenig wie diese ihre Tochter. Emilienne wirft Valentine vor, die Söhne Ferdinands um ihr Erbe gebracht zu haben, und auch der verarmte Théo hat sich mit seiner Stiefmutter überworfen.
Valentine präsentiert sich Maigret mit einnehmender Offenheit und deckt schonungslos die Schwächen jedes Mitglieds ihrer Familie auf. Der einzige Mensch, über den Maigret kaum etwas erfährt, ist das tote Dienstmädchen, und er muss sich selbst immer wieder in Erinnerung rufen, dass Rose diejenige ist, die vergiftet wurde. Théo scheint der einzige, der Rose persönlich näher kannte. Er hat das Mädchen heimlich im Dorf getroffen und ist einige Male mit ihr ausgegangen. Nach seinen Worten war sie ein kleines Bauernmädchen, das zu viel las und zu viele Fragen stellte. In Roses Heimatort Yport steht Maigret vor einer Mauer des Schweigens, und es braucht einige Zeit und Überzeugungskraft, der Familie Trochu begreiflich zu machen, dass er nicht bloß der bezahlte und voreingenommene Lakai Madame Bessons ist. Schließlich erfährt er, dass Rose sich von ihren Eltern entfremdete, weil sie nach Höherem strebte. Doch ihre Ideale fand sie auch nicht in ihrer Dienstherrin verkörpert, die sie wegen ihres Geizes und Neides verachtete. Rätselhaft bleibt die Herkunft eines wertvollen Rings mit Smaragd, der sich inmitten der ärmlichen Hinterlassenschaft des Dienstmädchens findet.
Unerwartet kommt es zu einem zweiten Toten: Roses Bruder Henri wird von Valentine Besson mitten in der Nacht im Garten von La Bicoque erschossen, weil ihn die alte Dame angeblich für einen Einbrecher hielt. Es stellt sich heraus, dass Théo Besson beide Geschwister benutzt hat, um seinen Verdacht zu bestätigen, dass Valentine Geld aus dem Erbe seines Vaters unterschlug. Er schmeichelte Rose und stachelte sie zum Diebstahl eines Ringes an, um den Beweis zu erlangen, dass dieser niemals wie von Valentine behauptet gegen Imitationen ausgetauscht worden war. Ohne seine Geschwister einzuweihen, forderte Théo von seiner Stiefmutter einen Anteil des beiseitegeschafften Vermögens. Als Valentine allerdings einem mitternächtlichen Treffen zustimmte, witterte er eine Falle und schickte Henri vor, dem Valentine auch tatsächlich auflauerte und ihn statt seiner erschoss. Zuvor hatte sie auch schon ihr Dienstmädchen Rose ermordet, als sie begriff, dass diese Théo Informationen zutrug. Dabei nutzte sie die Neugier des Mädchens auf alle für ihre Herrin bestimmte Medizin aus, um sie zu vergiften. Während Théo kein justiziables Verbrechen nachzuweisen ist, wird Valentine festgenommen. Doch Maigret ist sich sicher, dass sie auch den Richter in ihrer Rolle der reizenden alten Dame umgarnen wird.

## Interpretation
Hans Altenhain verweist auf den für einen Kriminalroman ungewöhnlichen Beginn von Maigret und die alte Dame, in dem sich der Kommissar auf seiner Reise nach Étretat in die Kindheit zurückversetzt fühlt: „Alles hatte etwas Unwirkliches an sich und erinnerte an ein Spielzeug, eine Kinderzeichnung. […] Für einen Augenblick vergaß Maigret sein Alter […] Obwohl er natürlich genau wusste, dass es nicht stimmte, hatte er jedes Mal, wenn er ans Meer kam, die Vorstellung, sich in einer künstlichen, unwirklichen Welt zu bewegen, in der nichts Schlimmes geschehen konnte.“ Den ganzen Roman hindurch hat Maigret immer wieder sentimentale Anwandlungen. Und er gesteht: „Er wünschte sich die Welt so, wie man sie als Kind entdeckt. In Gedanken sagte er immer: ‚Wie auf den Bildern.‘ […] Er verbrachte sein Leben irgendwie damit, die Kehrseite der Medaille zu betrachten, aber er hatte sich die kindliche Sehnsucht nach der Welt ‚wie auf den Bildern‘ bewahrt.“
Ein solch ideales Leben im Ruhestand scheint die alte Dame zu führen, die Maigret zu Beginn vollkommen bezaubert. Als er am Ende entdeckt, dass sie aus blanker Geldgier zwei Menschen ermordet hat, fühlt er sich regelrecht betrogen. Simenons Krimi-Kollegin Patricia Highsmith sieht die Figur „jener düsteren und reizenden alten Dame in Etretat“ in einer ganzen Reihe von „Schurken in Frauengestalt“, die etwa über die tigerhafte Aline in Maigret lässt sich Zeit bis zur alten „Geiergestalt“ in Maigret contra Picpus reichen. Lucille F. Becker beschreibt gar eine Ansammlung von „mörderischen, kastrierenden Müttern in den Maigret-Romanen“, die „zwei-dimensionale Karikaturen eines pathologischen psychologischen Profils“ seien.

## Rezeption
Das Literaturmagazin Time and Tide urteilte im Jahr 1958: „Die Handlung von Maigret und die alte Dame […] wäre nicht viel wert, wenn sie von einem anderen Autoren umgesetzt worden wäre, doch Maigrets Methoden und Simenons Begabung, eine Atmosphäre mit Lokalkolorit heraufzubeschwören, halten gemeinsam den Leser gefangen.“ Peter Foord beschrieb den Roman dagegen als uninteressanter als andere, da die Ermittlungen komprimiert auf lediglich zwei Tage in einer methodischen Routine ohne größere Unterbrechungen und Abschweifungen abliefen.
Für den Rezensenten der Welt bewies Maigret und die alte Dame, „dass ein Bär sich im Puppenhaus durchaus zu Recht finden kann und sich auch mit großen Calvados-Karaffen nicht an der Nase herumführen lässt. Simenons menschliche Komödie gewinnt hier Züge eines subtilen Kammerspiels.“ Laut Tilman Spreckelsen rückte im Roman „das Leid der Familie des Opfers dezent, aber unabweislich ins Blickfeld. Ihnen gehört das Mitgefühl des Autors, für sie ergreift er Partei, wie sonst nur selten für eine seiner Schöpfungen.“ Auch für Oliver Hahn auf maigret.de war Simenons Befragung der Familie des Opfers eine „besonders eindrucksvolle Szene“. Daneben hob er die Kuriosität hervor, „wie sich Maigret stetem Alkoholkonsum ausgesetzt sieht, und nie die Gelegenheit findet, nein zu sagen“, weil er die Leute nicht vor den Kopf stoßen wolle.
Die Romanvorlage wurde insgesamt viermal verfilmt: im Jahr 1974 als russischer Kinofilm Maigret i staraya dama unter der Regie von Vyacheslav Brovkin mit Boris Tenin als Maigret, sowie im Rahmen der Fernsehserien Maigret mit Rupert Davies (1960), Les Enquêtes du commissaire Maigret mit Jean Richard (1979) und Maigret mit Bruno Cremer (1994). 1955 produzierte der NDR ein Hörspiel unter dem Titel Maigret und die nette alte Dame. Regie führte Raoul Wolfgang Schnell, den Maigret sprach Gustav Knuth. Im Jahr 2006 veröffentlichte der Diogenes Verlag eine Hörbuch-Lesung von Friedhelm Ptok.

## Ausgaben
- Georges Simenon: Maigret et la vieille dame. Presses de la Cité, Paris 1950 (Erstausgabe).
- Georges Simenon: Maigret und die alte Dame. Übersetzung: Hansjürgen Wille, Barbara Klau. Kiepenheuer & Witsch, Köln 1954.
- Georges Simenon: Maigret und die alte Dame. Übersetzung: Hansjürgen Wille, Barbara Klau. Heyne, München 1966.
- Georges Simenon: Maigret und die alte Dame. Übersetzung: Renate Nickel. Diogenes, Zürich 1978, ISBN 3-257-20503-1.
- Georges Simenon: Maigret und die alte Dame. Sämtliche Maigret-Romane in 75 Bänden, Band 33. Übersetzung: Renate Nickel. Diogenes, Zürich 2008, ISBN 978-3-257-23833-4.